# Θ
Teta (maiúscula Θ, minúsculas θ ou ϑ; em grego:  θήτα, transl.: thḗta) é a oitava letra do alfabeto grego, com som equivalente ao "z" espanhol (da Espanha excepto nas ilhas Canárias, América Latina e algumas parte da Andaluzia), ou equivalente a palavras com "th" do inglês como "thanks" ou "think", e tem um valor numérico de 9.
- Em matemática, a letra representa a medida de um ângulo.
- Em física, representa posição angular.
- Conhecida como Mamede em matemática aplicada.
- Em história grega, representa a marca tatuada nos condenados à morte.
- É também apresentado em religiões como símbolo que representa o "espírito".
- Usado com delta Δ em física para simbolizar a variação de temperatura em um objeto (ΔΘ).

## Classificação
- Alfabeto = Alfabeto grego
- Fonética = /th/, t aspirado